# Seznam avstrijskih sabljačev
Seznam avstrijskih sabljačev.

## B
- Albert Bogen

## F
- Siegfried Flesch

## G
- Friedrich Golling

## H
- Otto Herschmann

## N
- Milan Neralić

## S
- Adolf Schmal
- Andreas Suttner

## T
- Reinhold Trampler

## V
- Richard Verderber